# 刘士奇 (1902年)
刘士奇（1902年7月9日—1933年6月），湖南岳阳人，中国共产党早期政治人物，中国工农红军早期将领之一。1924年，刘士奇加入中国共产党。1926年9月，其担任中国国民党湖南省党部农运特派员，领导岳阳的农民运动。1927年，刘士奇组建中国共产党岳阳地方执行委员会，并担任地委书记。七一五事变后，刘士奇于同年10月担任中共赣北特委书记，并在1929年担任中共赣西特委书记，成功策动罗炳辉部起义。1930年3月，刘士奇担任赣西南特委书记,7月担任红二十军政治委员。
1931年，刘士奇担任红四方面军政治部主任，1932年，其又担任红二十七军军长。期间，刘士奇曾在第四次反围剿战争中率部转战豫西北、皖西北、鄂皖边，歼灭中华民国国军4000余人。1932年11月，红四方面军主力西征，刘士奇则率部从安徽回到黄安县七里坪，后留中共鄂豫皖省委工作。1933年，刘士奇在鄂豫皖大肃反中被张国焘认定为“改組派” 而被处决。1938年，毛泽东宣布为其平反。

## 早年生平
1902年7月9日，刘士奇出生于湖南省岳阳县黄秀乡（今属黄沙街镇九元村）的一个小康家庭，小名为刘齐财。刘士奇的父亲刘实蕃在乡见行医，他与妻子赵氏共生有三子一女，但只有刘齐正与排名第三的刘齐财活到成年。年幼的刘齐财经常到父亲的诊所里翻看医书，而其父亲也借助医书教儿子识字。1908年，刘齐财进入私塾读书，并在塾师潘琼楼的教导下学习蒙學著作、四书五经、唐诗古文。1909年，刘齐财染上頭癬，并被同学嘲讽为”癞怪”，一度产生厌学情绪。尽管如此，刘齐财仍旧坚持学习，并以极强的记性获得塾师的器重。一次，潘琼楼向其考察《大学》的内容，结果刘齐财将其倒背如流，潘琼楼便给他起了“士奇”的名字，寓意为“学士奇才”。:6-11:70:89
1916年下半年，拥有八年私塾学习经历的刘士奇考入了岳阳县鹿角镇的忠信高等小学，同贺衷寒成为校友，并接受新式教育。1919年上半年，在教师周士铨与父亲的支持下，刘士奇以优异成绩考入长沙的湖南公立商业专门学校，成为岳阳县少数进入高等学校就读的学生。办完升学宴后，刘士奇与父亲选定的媳妇罗菊英匆匆完婚，而后赶到长沙。由于是包办婚姻，刘士奇与罗菊英的关系十分冷淡。而在1921年父亲病逝后（其母亲、祖父母已在刘士奇就学时逝世），刘士奇便很少回家见罗菊英；1927年后，忙于革命的刘士奇未曾回过一次家，罗菊英亦于1928年改嫁。刘士奇与罗菊英育有一子刘祖文，其在母亲改嫁后归刘士奇之兄刘齐正抚养。:11-18

## 投身革命
进入湖南公立商业专门学校就读后，刘士奇便积极参与政治活动，并在反对英、日帝国主义的演讲活动中与中共党员郭亮、夏明翰结为挚友。在二人的影响下，刘士奇逐渐接受了革命思想，并成为学生爱国运动中的积极分子。他时常外出参与活动，直至夜深才回到学校，以至于功课都要交由同乡同学周连鲂应付。:71
1923年春，因日本拒绝归还旅大租借地，郭亮、夏明翰组建湖南外交后援会，反对外国帝国主义侵略。同年6月1日，后援会的调查人员在长沙的码头检查日货，遭伏见号水兵枪击，酿成長沙六一慘案。事发后，刘士奇与郭亮、夏明翰在教育会操坪召开六万余人的声讨大会，并组织抬尸游行；傍晚，刘士奇被湖南省政府派来的枪兵扭打绑走。湖南公立商业专门学校校长任凯南得知此事后，带人夜访湖南省长赵恒惕，亲自保释刘士奇。不久，由于其爱国行为广受学生团体组织敬仰，刘士奇被选为湖南学生联合会总务部主任。:89-90:71
1924年，刘士奇自湖南公立商业专门学校毕业，校方介绍他到长沙的英国洋行任职，月薪30光洋。但刘士奇拒绝了这份高薪工作，并在同年夏天经郭亮、夏明翰介绍加入中国共产党。1924年8月，刘士奇受中共湘区委派遣，前去株洲工作。9月12日夜，刘士奇主持了汪先宗的入党宣誓仪式，并帮助建立中共湘潭县东一区八叠乡党支部（被认为是湖南省最早的农村党支部之一）与八叠乡秘密农会。:72:90